# Seleenoxydichloride
Seleenoxydichloride (SeOCl2) is een anorganische verbinding van seleen, zuurstof en chloor. De stof komt voor als een kleurloze tot geelachtige vloeistof, die hevig reageert met water. Qua structuur en samenstelling is het vergelijkbaar met thionylchloride. Het is het dizuurchloride van selenigzuur.

## Synthese
Seleenoxydichloride kan op verschillende manieren bereid worden:
- door een reactie van chloorgas met een suspensie van seleendioxide en tetrachloormethaan
- door een reactie van seleentetrachloride en seleendioxide
- door verwarming van thionylchloride met seleendioxide
- door dehydratatie van dichloorselenigzuur (H2SeCl2O2)
- door een reactie van seleendioxide, seleenpoeder en calciumchloride

## Toepassingen
Seleenoxydichloride wordt niet veel gebruikt. Het wordt soms aangewend als een polair oplosmiddel bij de bereiding van fenolharsen.

## Toxicologie en veiligheid
De stof ontleedt bij verhitting, met vorming van giftige en corrosieve dampen. Ze reageert met water, met vorming van warmte en corrosieve dampen. De oplossing in water is een sterk zuur, ze reageert dus hevig met basen en is corrosief.
Seleenoxydichloride is corrosief voor de ogen, de huid en de luchtwegen. Inademing van kan longoedeem veroorzaken. Seleentrioxide kan negatieve effecten hebben op de ogen, met als gevolg een allergie-achtige reactie van de oogleden (roze ogen).
De stof kan bij langdurige blootstelling effecten hebben op de luchtwegen, het maag-darmstelsel, het centraal zenuwstelsel en de lever, met als gevolg neusirritatie, blijvende lookgeur, maagpijn, zenuwachtigheid en een verstoorde werking van de lever.